# Wende Snijders
Wende Snijders (Beckenham (Verenigd Koninkrijk), 10 oktober 1978) is een Nederlands zangeres, singer-songwriter en actrice. Naast haar volledige naam gebruikt ze ook Wende als artiestennaam.

## Biografie

### Jeugd
Snijders is geboren in het Verenigd Koninkrijk maar groeide elders op. Met haar vader, moeder en broer Wiemer verhuisde ze meerdere keren, op haar vierde naar Indonesië en op haar zesde naar Guinee-Bissau vanwege het werk van haar vader als civiel ingenieur. Op haar negende kwam ze naar Nederland, waar ze in Zeist ging wonen. Ze deed haar eindexamen vwo op het Christelijk Lyceum Zeist, waar ze in contact kwam met muziek van Kate Bush en voor het eerst optrad tijdens de bright music nights op school. Van haar moeder ontving ze elk jaar een cd met instrumentale muziek als onderdeel van de opvoeding. Na haar eindexamen ging Snijders naar de Academie voor Kleinkunst, waar ze in 2002 afstudeerde.

### Academie voor Kleinkunst
Tijdens het eerste jaar van de Academie voor Kleinkunst kon Wende niet helemaal wortelen. Ze werd overdonderd door het vele talent om haar heen en ze deed uiteindelijk het eerste jaar over. Tijdens haar opleiding, eind 1999, speelde Wende mee in het muziektheaterstuk Verdi E Morto van regisseur Ruut Weissman. In februari 2001 won Wende de publieksprijs van het Concours de la Chanson, georganiseerd door de Alliance Française in De Kleine Komedie. Ze speelde mee in de clip van de Vliegende Panters als kassameisje met het nummer Houdoe, als Assepoester in de musical Into the Woods en in de musical Foxtrot van Annie M.G. Schmidt. Daarna maakte Wende Snijders in 2002, het jaar waarin ze afstudeerde, met hulp van drummer Michiel van Zundert, bassist John van der Putten en opnametechnicus Daan van Aalst haar eerste cd Wende (niet verkrijgbaar in winkels). Met haar eerste theaterprogramma trad ze op in het Theater Bellevue in Amsterdam, Toomler, op de Floriade, het It’s festival en tweemaal in Paradiso. Ook was ze te zien in het theaterstuk Popcorn van de Britse komiek Ben Elton.

### Start carrière
In 2003 brak Wende door naar het grote publiek. Na optredens in o.a. het Nieuwe de La Mar tijdens een hommage aan Jacques Brel, ‘t Spant in Bussum en het Lucent Theater, trad Wende op in het televisieprogramma Maandag Prinsjesdag, waar presentator Joost Prinsen zijn leerlingen presenteerde. Over Wende zei hij: ”Piaf is niet dood, ze leeft en ze heet Wende Snijders”. Ook was ze te horen bij Volgspot op Radio 2. In oktober zong ze in de talkshow van Barend en van Dorp, wat haar een eerste platencontract opleverde bij het label Brigadoon Vocal, een label van Flow Records. In oktober ging ook haar theatrale chansonprogramma ‘Wende’ in première in Theater Bellevue. Ze speelde eigen repertoire en bewerkingen van onder anderen Jacques Brel, Édith Piaf en Barbara.
Dit was de fundering voor haar debuut-cd Quand tu dors (2004). Haar tweede cd La Fille Noyée uit 2006 bevatte naast Franstalige chansons ook nummers in het Nederlands. Ondertussen gaf Snijders diverse theatervoorstellingen. Zo speelde ze in 2007 samen met onder anderen Jenny Arean in de theatervoorstelling Het Verschil, waarvan ook een cd verscheen (De liedjes uit Het Verschil), en hetzelfde jaar met de Hongaarse artiest Yonderboi voor koningin Beatrix ter gelegenheid van de viering van 50 jaar Europese samenwerking. In september 2008 verscheen haar derde cd Chante!, eveneens met veel chansons.

### Muzikale carrière

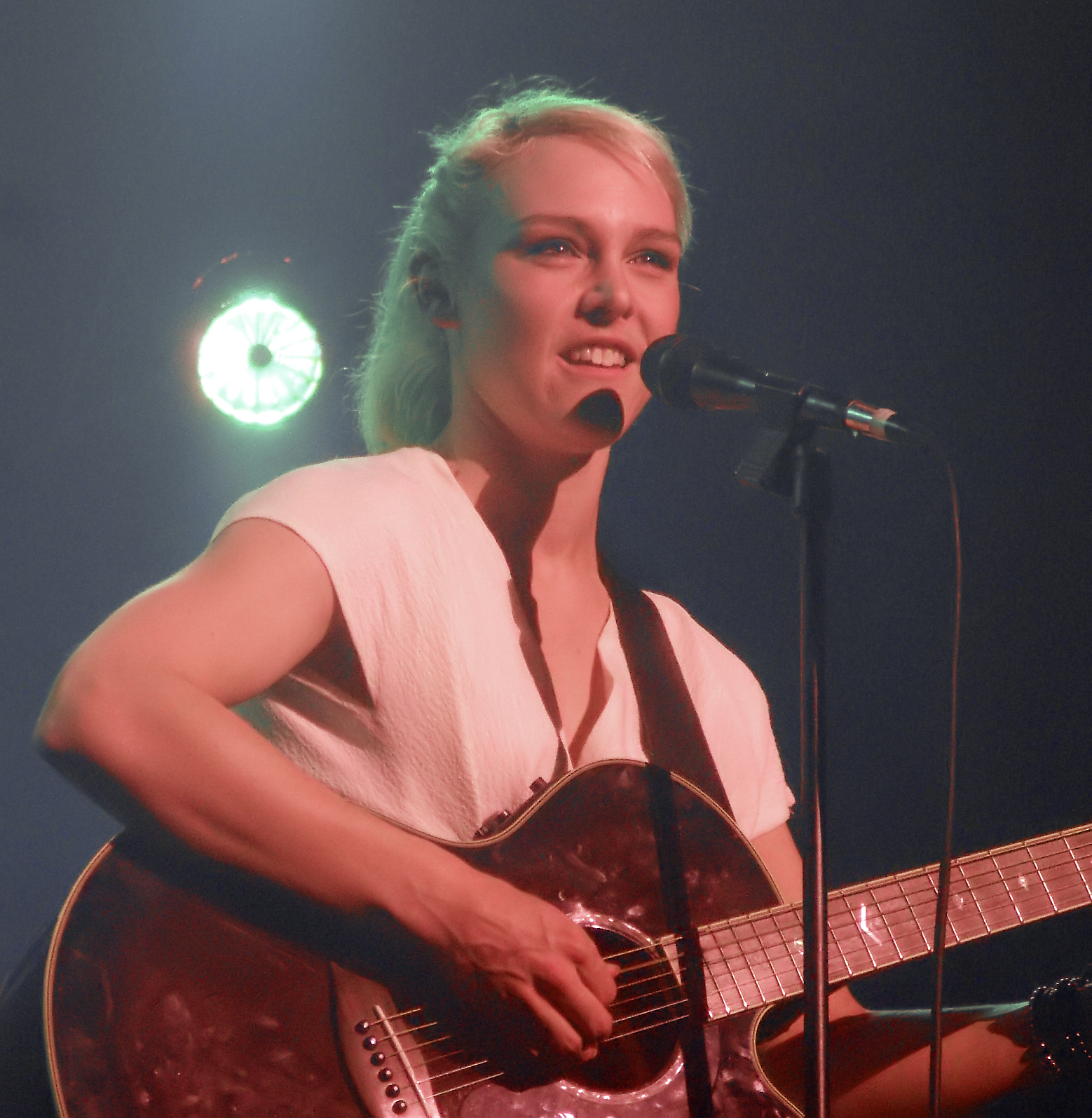
Wende Snijders (2009)

In oktober 2009 bracht Wende haar vierde album No. 9 uit. Dit betekende een breekpunt in haar muzikale carrière. Ze nam afscheid van haar imago als chansonnière en ze legde zich sindsdien toe op een mix van dance, pop, rock en blues met zelfgeschreven nummers. Ze deed hierna haar eerste poptournee, de No.9 clubtour, langs tien grote poppodia. Dit werd gevolgd door een solo theatertour CHAOS, waarvoor zij in maart 2010 een Gouden Harp tijdens het Buma Harpengala kreeg uitgereikt. Dit werd vervolgd door een grote theatertour met band, strijkers en een koor wat eindigde op 30 november in Koninklijk theater Carré, Amsterdam. In deze voorstelling kwamen de verhalen en versies van No. 9 samen en in januari 2011 werd de voorstelling uitgezonden door de AVRO op televisie. Ze ontving in 2011 een gouden plaat voor No. 9 en een Duiveltje in de categorie Beste Zangeres tijdens het Gala van de Popmuziek. Op 21 oktober bracht Wende de live-cd/dvd uit van de opnames in Carré in 2010. Het bevatte de nummers van No. 9, maar ook een aantal nieuwe nummers die wel in de voorstelling voorkwamen, maar niet op het album. Het was de eerste release van Wendes eigen label, Tathata Music. In plaats van een normale presentatie, gaf Wende op 22 oktober 2011 een lezing met de titel Het Belang Van Dromen met gasten Guus Kuijers, Jan Jaap van der Wal en Hetty van der Linde (Paint a future) en ontwikkelingspsycholoog Rutger Engels.

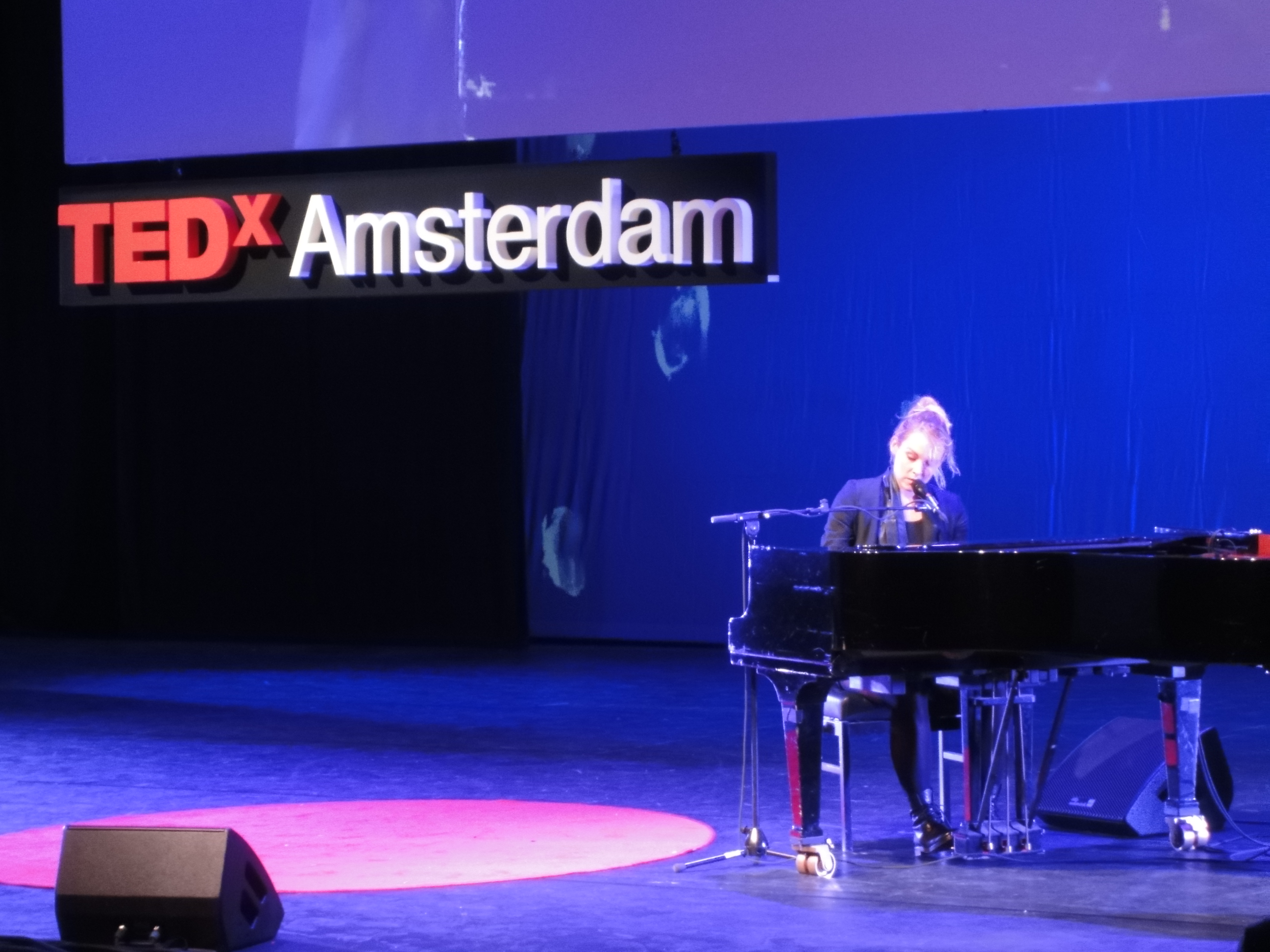
Wende Snijders bij TEDxAmsterdam 2011

In 2012 nam Wende haar album Last Resistance op in Berlijn (Duitsland), waar ze samenwerkte met Nackt en Tilman. Ze gaf een aantal sneak peaks bij speciale evenementen en op 3 november speelde Wende in de Kunsthal Rotterdam met haar nieuwe nummers en een aantal covers. Eric Vloeimans en Robin Berlijn begeleidden haar. Wende verkende andere gebieden op het gebied van muziek door eenmalig de hoofdrol in het monodrama Erwartung te spelen. In 2013 verscheen Last Resistance, wat een stuk rauwer was dan No.9. Wende was haar blonde haarkleur kwijt en was teruggegaan naar haar natuurlijke haarkleur bruin. Wende speelde naar aanleiding van het nieuwe album een kleine clubtour in april en mei, The Naked Sessions genaamd. Als een soort voorproefje liet ze de nummers horen samen met Maarten van Damme en Thijs Lodewijk zonder al te veel de nummers te hebben uitgebouwd. Het werd vervolgd door een clubtour, The Berlin Sessions, en een theatertour, The Theater Sessions. Ook werden er Summer Symphony Sessions gespeeld met het Gelders Orkest. De voorstellingen werden bekroond met het livealbum Last Resistance – The Theatre Sessions Live.
Naast het spelen van haar eigen nummers, ging Wende zich ook verdiepen in andere kunstvormen. Op 16 mei 2014 ging Wende zingt Winterreise in wereldpremière in het Muziekgebouw aan het IJ, na twee try-outs. Boudewijn Tarenskeens nieuwe compositie was een hedendaagse interpretatie van, en een commentaar op, het liedrecital Winterreise van Schubert.
Op 4 mei 2015 speelde Wende samen met Typhoon en Adriaan van Dis een voorstelling in Carré voor de manifestatie Theater Na de Dam. Ze zongen liedjes uit hun eigen repertoire, lazen gedichten voor van Antjie Krog en daagden elkaar nog eens extra uit met nummers die ze voor elkaar hadden uitgekozen. Typhoon zong Laat me niet alleen van Jacques Brel, Wende werd door Typhoon uitgedaagd om Nina Simones I wish I knew how it feels to be free te zingen. Samen sloten ze af met Treurlied, een vertaling van het gedicht van Antjie Krog.
2016 begon met Breder dan klassiek met het Amsterdam Sinfonietta onder leiding van Candida Thomson. Ze speelden een combinatie van oude nummers, covers en nieuwe nummers. Vanwege het succes van de tour mochten ze nogmaals in mei in Paradiso spelen, wat binnen 5 dagen uitverkocht was. Bovendien speelden ze in mei 2016 ook extra concerten in Koninklijk theater Carré.
Vanaf 2015 schreef Wende aan een nieuw album, met de thema’s verankering en ontworteling. Hierbij ging ze terug naar haar wortels, de werken van haar vader. Wende vertelde in KRO’s Kunststof op haar 36e op zoek te zijn naar wie ze is en het verlangen te voelen om terug te gaan naar de plekken waar ze was opgegroeid. Wendes vader was civiel ingenieur en werkte onder andere mee aan de bouw van een haven in Afrika, een irrigatiesysteem in Indonesië en bruggen aan de Thames. Bij dit proces ontstond Mens, het werk waarmee ze in 2017 voor het eerst te horen was in de gelijknamige theatershow en later in de clubtour. Yan (Jan van Eerd) en Ludowic (Thijs Lodewijk) ondersteunden de show met hun elektronische sounds, Marcus Azinni deed de regie en Chloe Lamford verzorgde het design. De show was een mix van oude nummers in een nieuw jasje en een aantal nieuwe nummers die Dimitri Verhulst voor haar schreef. Ook werkte ze samen met o.a. Typhoon, Torre Florim en Simon Stephens. Op 2 maart 2018 was de release van het album Mens.
In 2017 werd Snijders benoemd tot huiskunstenaar van Koninklijk theater Carré. Ze organiseerde, stelde samen en speelde tijdens het programma Wende’s Kaleidoscoop (2018-2021) met allerlei artiesten uit alle genres binnen de muziek (van chanson tot punk), amusement, mode etc.
Daar het culturele programma bij de Nationale Dodenherdenking van 4 mei 2020 door de coronacrisis niet doorging heeft Theater na de Dam een speciale herdenkingsvoorstelling vanuit theater Carré in Amsterdam gemaakt waarvoor Wende Snijders de muzikale dramaturgie heeft gedaan.
De Wildernis is een programma dat Snijders in vanaf 8 april 2022 naar de theaters bracht. Inspiratie voor dat programma deed ze op tijdens een verblijf in Frankrijk. Ze omschreef het als drie dagen in complete afzondering op een berg. Zij deed daarbij onder andere onderzoek naar (het ontbreken van) een kinderwens. De teksten voor het programma zijn afkomstig van Marjolijn van Heemstra, Froukje, S10, Dimitri Verhulst en Marieke Lucas Rijneveld, die ze allen als geestverwanten beschouwt.
In samenwerking met artistiek directeur Vicky Featherstone van het Royal Court Theater in Londen maakte Wende in 2019 een voorstelling met als werktitel The song project, later ook The Promise genoemd. Voor deze voorstelling schreef Wende met verschillende theaterschrijfsters. Deze voorstelling is zowel in Nederland als internationaal gespeeld (Londen, New York, Hong Kong en Adelaide).
De opvolger van de theatertour de Wildernis is Sterrenlopen, naar het gelijknamige album dat op 8 september 2023 is verschenen. In dit geval betreedt Wende met name pop- en festivalpodia. Op 19 augustus 2023 speelt Wende voor het eerst op Lowlands en laat het publiek kennismaken met de set van ‘Sterrenlopen’. Dit optreden, waarbij ook S10 het podium betrad, werd een groot succes.
Op 5 mei 2024 was Wende een van de ambassadeurs van de vrijheid, samen met Claude, Flemming en Son Mieux. Ze trad op bij de Bevrijdingsfestivals van Roermond, Wageningen en Haarlem.
In het najaar van 2024 en januari 2025 staat Wende met Vrijplaats (of Unplugged) in Koninklijk Theater Carré. In deze voorstelling gaat Wende samen met toetsenist Nils Davidse terug naar de basis.

## Acteerwerk
Op 7 februari 2015 beleefde Zurich, waarin Wende als hoofdrolspeelster van Nina haar acteerdebuut maakte, de wereldpremière tijdens het filmfestival Berlinale. Wende bracht naar aanleiding van de film een single uit, Tower Song. De film werd op 14 februari bekroond met een CICAE Art Cinema Award (de jaarlijkse aanmoedigingsprijs van de Internationale Confederatie van Arthouse Bioscopen) en in juni met de Prix du jury van het Cabourg Film Festival. Op 15 februari ging de film in première in het EYE museum Amsterdam, vanaf 19 februari was de film in heel Nederland te zien. Het script werd geschreven door Helena van der Meulen, die Wende in haar achterhoofd hield tijdens het schrijven. Regie werd gedaan door Sascha Polak, bekend van Hemel en Nieuwe Tieten. In de film speelde Wende met Sascha Alexander Gersak, Barry Atsma en Martijn Lakemeier. Wende werd genomineerd voor een gouden kalf voor beste actrice, maar Georgina Verbaan ging er met de prijs vandoor voor haar rol in De Surprise.
Op 27 september 2020 ging de vierdelige serie I.M. in première, een verfilming van het boek van Connie Palmen. De première werd vertoond tijdens een corona-proof versie van het Nederlands filmfestival, verspreid over 80 bioscopen door heel Nederland. Wende speelt de schrijfster Connie Palmen, terwijl Ischa Meijer wordt vertolkt door Ramsey Nasr. Het scenario was van Hugo Heinen en de regie was in handen van Michiel van Erp. De serie is in december 2020 uitgezonden door AVROTROS. De serie werd bekroond met de Buma Award beste originele compositie in televisieseries en Zilveren Krulstaart.

## Prijzen en erkenning
Wende heeft talloze prijzen gewonnen. Nog voor haar afstuderen won ze in 2001 de publieksprijs van het Concours de la Chanson, georganiseerd door de Alliance Française in De Kleine Komedie, in 2005 gevolgd door De Eerste Prijs voor opkomend theatertalent. Haar cd Quand tu dors werd bekroond met een Edison in de categorie Luisterlied/Kleinkunst. Tevens won ze in dat jaar de Zonta Award (stimuleringsprijs voor getalenteerde vrouwelijke kleinkunstenaars tot 25 jaar). De dvd Au suivant kreeg in 2006 een Edison in de categorie Muziek Dvd Nationaal. De bijbehorende cd werd genomineerd voor een Edison in de categorie Luisterlied/Kleinkunst.
Haar tweede cd La Fille Noyée werd eveneens beloond met een Edison. In 2007 kreeg zij de Gouden Notekraker uitgereikt. In 2008 ontving Snijders zowel de Annie M.G. Schmidt-prijs, voor haar theaterlied De Wereld Beweegt, als twee keer een gouden plaat voor haar albums Quand tu dors en La fille noyée. In 2010 kreeg ze een Gouden Harp en in 2011 een gouden plaat voor haar vierde cd, No. 9. Op 1 april 2016 werd ze benoemd tot lid van de Akademie van Kunsten.
De film Zurich werd op 14 februari 2015 bekroond met een CICAE Art Cinema Award (jaarlijkse aanmoedigingsprijs van de Internationale Confederatie van Arthouse Bioscopen) en in juni 2015 met de Prix du jury van het Cabourg Film Festival.
In 2018 werd wederom de Annie M.G. Schmidtprijs (2017) aan haar toegekend. Dit keer voor het lied Voor alles, waarvoor Wende de muziek schreef op een gedicht van Joost Zwagerman. Ze ontving in hetzelfde jaar een Operadagen Award, de Sylvia Kristel Award, een Buma NL Award voor meest succesvolle album alternatief en de Harpers Bazaars Women of the Year-oeuvreprijs. Op de valreep van het jaar werd Wende voor MENS genomineerd voor een Edison Pop Award 2019 in de categorieën Beste Nederlandstalige Album en Beste Album. Die laatste nominatie werd in 2019 verzilverd.
Ter ere van Oeroloprichter Joop Mulder schreef Wende het gedicht 'Vrijplaats'. Het gedicht staat op een poëzietableau van hardsteen op de poëzieroute in Leeuwarden   en voor het Oerolkantoor op Terschelling .

## Privéleven
De vader van Wende overleed 15 juli 2007 aan de gevolgen van hersenkanker. Wende heeft sinds 2014 een relatie met Wouter van Ransbeek, voormalig adjunct-directeur van Toneelgroep Amsterdam. 

## Discografie

### Albums
| Album met eventuele hitnotering(en) in de Nederlandse Album Top 100 | Datum van verschijnen | Datum van binnenkomst | Hoogste positie | Aantal weken | Opmerkingen                               |
| ------------------------------------------------------------------- | --------------------- | --------------------- | --------------- | ------------ | ----------------------------------------- |
| Wende                                                               | 2002                  | -                     | -               | -            | Eigen beheer, niet in winkels uitgebracht |
| Quand tu dors                                                       | 04-06-2004            | 16-04-2005            | 43              | 18           | Platina                                   |
| La fille noyée                                                      | 15-09-2006            | 25-09-2006            | 9               | 24           | Goud                                      |
| De liedjes uit het verschil                                         | 28-02-2007            | -                     | -               | -            | met Jenny Arean                           |
| Chante!                                                             | 19-09-2008            | 27-09-2008            | 11              | 28           | cd & dvd                                  |
| No. 9                                                               | 23-10-2009            | 31-10-2009            | 5               | 52           | Goud                                      |
| Carré                                                               | 21-10-2011            | 29-10-2011            | 3               | 17           | cd & dvd                                  |
| Last Resistance                                                     | 10-05-2013            | 18-05-2013            | 5               | 30           |                                           |
| Last Resistance - The Theatre Sessions Live                         | 31-10-2014            | 08-04-2014            | 64              | 3            |                                           |
| Mens                                                                | 09-03-2018            | 17-03-2018            | 3               | 10           |                                           |
| Sterrenlopen                                                        | 08-09-2023            | 16-09-2023            | 2               | 6            |                                           |
| Vrijplaats                                                          | 25-10-2024            | -                     | -               | -            | EP                                        |

### Singles
| Single met eventuele hitnotering(en) in de Nederlandse Top 40 | Datum van verschijnen | Datum van binnenkomst | Hoogste positie | Aantal weken | Opmerkingen                                            |
| ------------------------------------------------------------- | --------------------- | --------------------- | --------------- | ------------ | ------------------------------------------------------ |
| La vie en rose                                                | 2004                  | -                     | -               | -            | Promotie van en samen met het gelijknamige tijdschrift |
| Alleen de wind weet                                           | 04-01-2007            | -                     | -               | -            | met Huub van der Lubbe                                 |
| Roses in june                                                 | 21-10-2009            | -                     | -               | -            |                                                        |
| Break my heart                                                | 22-01-2010            | -                     | -               | -            | -                                                      |
| Hey                                                           | 12-03-2010            | -                     | -               | -            | -                                                      |
| Roses in June                                                 | 29-11-2011            | -                     | -               | -            | Live in Carré                                          |
| Do Berlin                                                     | 16-04-2013            | -                     | -               | -            | -                                                      |
| Dragon's Tongue                                               | 24-06-2013            | -                     | -               | -            | -                                                      |
| Devils pact                                                   | 13-09-2013            | -                     | -               | -            | -                                                      |
| Last resistance                                               | 13-01-2014            | -                     | -               | -            | -                                                      |
| Do Berlin (REMIX BY DÉRANGÉ)                                  | 14-07-2014            | -                     | -               | -            | -                                                      |
| The Garden (REMIX BY LUDOWIC)                                 | 17-10-2014            | -                     | -               | -            | -                                                      |
| Tower Song                                                    | 09-02-2015            | -                     | -               | -            | Naar aanleiding van de film Zurich                     |
| Voor alles                                                    | 17-04-2018            | -                     | -               | -            | -                                                      |
| Het is genoeg                                                 | 11-11-2022            | -                     | -               | -            | -                                                      |
| Voor alles                                                    | 17-02-2023            | -                     | -               | -            | -                                                      |
| Bloed in mijn bloed                                           | 03-05-2023            | -                     | -               | -            | -                                                      |
| Alles weggegeven                                              | 16-08-2023            | -                     | -               | -            | -                                                      |
| Sterrenlopen                                                  | 06-09-2023            | -                     | -               | -            | -                                                      |
| Troostzoekers                                                 | 22-12-2023            | -                     | -               | -            | -                                                      |
| Schaduw                                                       | 06-06-2025            | -                     | -               | -            | Met Abel                                               |
| Voor alles                                                    | 18-07-2025            | -                     | -               | -            | Met Sef                                                |

### Dvd's
| Dvd's met (eventuele) hitnoteringen in de Nederlandse Music Top 30 | Datum van verschijnen | Datum van binnenkomst | Hoogste positie | Aantal weken | Opmerkingen                    |
| ------------------------------------------------------------------ | --------------------- | --------------------- | --------------- | ------------ | ------------------------------ |
| Au suivant                                                         | 10-10-2005            | 08-10-2005            | 11              | 8            | Live registratie               |
| Chanté!                                                            | 19-09-2008            | 27-09-2008            | 11              | 28           | Live registratie Uitmarkt 2007 |
| Carré                                                              | 21-10-2011            | 29-10-2011            | 3               | 17           | Live registratie               |

## Filmografie
- 2015 Zurich: Nina (hoofdrol)
- 2020 I.M.: Connie Palmen (hoofdrol)